# Ścieśnienie
Ścieśnienie – zjawisko fonetyczne i artykulacyjne polegające na zmianie barwy samogłosek długich poprzez podwyższenie ich artykulacji. Jest to proces kompensacyjny, w którym nakład energii artykulacyjnej potrzebny do utrzymania narządów mowy w tej samej pozycji prawie dwukrotnie dłużej niż przy odpowiedniej głosce krótkiej jest kompensowany wzrostem energii artykulacyjnej potrzebnej do podwyższenia artykulacji. Samogłoski ścieśnione pojawiły się w języku polskim jeszcze przed zanikiem iloczasu. Ścieśnienia osłabiały wartość dystynktywną iloczasu, który przestał być jedyną cechą opozycyjną. Różnica ilościowa (długości wymawiania głoski) ustępowała na rzecz różnicy jakościowej (barwy). Po ostatecznym zaniku iloczasu w języku polskim w pierwszej połowie XVI w. ustaliły się trzy głoski ścieśnione nazywane również pochylonymi: e, a, o  oznaczane w literaturze przedmiotu zazwyczaj jako litery „e”, „a”, „o” z kropeczką na górze.